# Овална речна мида
Овалната речна мида още бисерна мида (Unio crassus) е вид мида от семейство Unionidae. Видът е застрашен от изчезване.

## Разпространение
Разпространен е в Австрия, Азербайджан, Албания, Армения, Беларус, Белгия, Босна и Херцеговина, България, Германия, Грузия, Гърция, Дания, Европейска част на Русия, Естония, Ирак, Иран, Латвия, Литва, Лихтенщайн, Люксембург, Нидерландия, Полша, Република Македония, Румъния, Словакия, Словения, Сърбия, Турция, Украйна, Унгария, Финландия, Франция, Хърватия, Чехия, Швейцария и Швеция.